# イブニングネットワーク (NHK総合)
『イブニングネットワーク』は、NHK総合テレビジョンで1988年4月4日から1997年3月31日まで放送されたローカルニュース番組。

## 概要
元々この時間帯は、18時 - 18時30分の『にっぽん列島ただいま6時』（通称「いま6」）と、18時30分 - 18時59分のローカルニュース枠であったが、1988年4月のNHKのワイドニュース改革により、全国のニュースを台頭にした1時間のローカルワイドニュースとしてスタートした。
なお、タイトルは原則として全国共通で、後ろに各地域の呼称が付く。例えば東京なら『イブニングネットワーク首都圏』、大阪なら『イブニングネットワークきんき』。ただし、番組末期はローカルパートを別タイトルで独立させた地域もあった（当該節参照）。また、内容は一部のコーナーを除き、各地域によって異なる。
オープニングではタイトルロゴこそ全国共通であったが、地域によって首都圏版準拠（初期の秋田放送局など）、各局別の音楽、お天気カメラベースの映像（広島放送局など）があり、番組の雰囲気まで違ってきていたほか、東海地方のように独自のマークを入れたりと多彩であった。ただし、1988年のソウルオリンピック開催時期のみ特設コーナー「イブニングソウル’88」（土曜日・日曜日は単独番組として放送）の設置によりローカル枠が縮小されたため、首都圏・衛星第2以外の地域でも首都圏・衛星第2版のオープニング映像が放送された。
番組スタートと同時に、それまで『630』で行われていた中京広域圏・関西広域圏の府県別ローカルニュースワイドが廃止されるとともに、このエリアでの他の府県別番組も廃止ないし大幅に縮小され、大阪局や名古屋局の中継局のような存在になった。以後、デジタル化を見据えた2000年代初頭まで事実上の広域放送が続くことになった。
なお、この番組が放送されていた期間、NHK放送センター内に新たな「ニュースセンター棟（放送センター北館）」が完成しており、番組内のストレートニュース以外のコーナーは、当時完成間もなく運用トレーニングや機材調整などが行われていた「新ニュースセンター」内のテレビスタジオAフロアから生放送されていた。
NHK衛星第2テレビジョンでも1989年6月2日まで首都圏版が放送されていた。

## 放送時間・内容の遍歴
※タイムテーブルは NHKクロニクル 掲載の番組表を参照に記述。番組のタイムテーブルの基準は、この稿では放送センター制作分に準じたものである。他のNHKの放送局の同番組のローカルニュースパートでも概要は同じ。

### 1988年度
- 18:00 - 19:00
  - 18:00 - 18:02 オープニング・ヘッドライン（地域によって内容に変更あり）
  - 18:02 - 18:10 全国向けニュース（一部地域は時差放送）
  - 18:10 - 18:30 ローカルニュース（首都圏は18:23 - 18:30 ビビットTOKYO）
  - 18:30 - 18:33 スポーツ（任意ネット）
  - 18:33 - 18:45 クロスネットくらし（任意ネット）
  - 18:45 - 18:53 ローカルニュース
  - 18:53 - 19:00 気象情報（18:56まで任意ネット）
  - ソウルオリンピック開幕前の1988年9月16日までオープニングは1分間（18:01まで）だった。閉幕後の10月2日より2分間に拡大している。
  - なお、エンディングは無く気象情報からそのまま『7時のニュース』に移っていた[注釈 3]。このため東京局以外では、時報BGMが途中から流れるような格好になっていた。ただ、一部の地方局では番組終了時に締めの挨拶をして番組を終えていた。

#### 1988年度（祝祭日編成）
- 18:00 -19:00
  - 18:00 - 18:01 オープニング
  - 18:01 - 18:06 全国向けニュース
  - 18:06 - 18:13 ローカルニュース
  - 18:13 - 18:15 スポーツ（任意ネット）
  - 18:15 - 18:53 特集クロスネット（時間拡大）
  - 18:53 - 19:00 気象情報（18:56まで任意ネット）

#### 1988年度（ソウルオリンピック会期中）
- 18:00 -19:00
  - 18:00 - 18:05 オープニング・全国向けニュース
  - 18:05 - 18:45 イブニングソウル'88（その日のソウルオリンピックの試合ハイライト）
  - 18:45 - 18:53 ローカルニュース
  - 18:53 - 19:00 気象情報（18:56まで任意ネット）

### 1989年度
- 18:00 - 19:00
  - 18:00 - 18:02 オープニング（ただし、放送内容は地域によって変更あり）
  - 18:02 - 18:10 全国向けニュース（一部地域は時差放送）
  - 18:10 - 18:30 ローカルニュース
  - 18:30 - 18:35 スポーツ（任意ネット）
  - 18:35 - 18:45 リポートくらし（「クロスネットくらし」から改題。NHKクロニクルでは「首都圏情報」と記載）
  - 18:45 - 18:53 ローカルニュース
  - 18:53 - 19:00 気象情報（18:56まで任意ネット）

### 1990年度
- 18:00 - 19:00
  - 18:00 オープニング（ただし、放送内容は地域によって変更あり）
  - 18:02 - 18:10 全国向けニュース（一部地域は時差放送）
  - 18:10 - 18:30 首都圏情報
  - 18:30 - 18:33 スポーツ（任意ネット）
  - 18:33 - 18:45 リポートくらし（任意ネット）
  - 18:45 - 18:53 ラウンドアップ首都圏
  - 18:53 - 19:00 気象情報（18:56まで任意ネット）

### 1991年度
全国ニュースが他時間帯と同じ『NHKニュース』として独立番組となり、『イブニングネットワーク』としては『リポートくらし』と気象情報を除いて全編ローカル枠となる。
- 18:10 - 18:57 （18:57 - 18:59:55 『テレマップ』）
  - 18:10 - 18:30 ローカルニュース
  - 18:30 - 18:40 リポートくらし（任意ネット）
  - 18:40 - 18:50 ラウンドアップ首都圏
  - 18:50 - 18:57 気象情報（18:53まで任意ネット）

### 1992年度
ローカル枠が18:30以降に縮小（北海道や近畿ではローカル枠が20分短縮）。
- 18:00 - 18:57.25（18:57:25 - 18:59:55「テレマップ」）
  - 18:00 - 18:07 全国向けニュース（名古屋・大阪局ではネットせず）
  - 18:07 - 18:27 列島リレー
  - 18:27 - 18:30 全国の気象情報
  - 18:30 - 18:53 ローカルニュース
  - 18:53 - 18:55 気象情報（任意ネット）

### 1993年度
- 18:00 - 18:58.55（これ以降、18:58:55 - 18:59:55は「ピックアップ今夜の番組」）
  - 18:00 - 18:07 全国向けニュース
  - 18:07 - 18:30 列島リレー
  - 18:30 - 18:53 ローカルニュース
  - 18:53 - 18:58 気象情報（18:56まで任意ネット）

### 1994年度
- 18:00 - 18:58.55
  - 18:00 - 18:07 全国向けニュース
  - 18:07 - 18:30 列島リレー
  - 18:30 - 18:53 ローカルニュース
  - 18:53 - 18:58 気象情報（18:56まで任意ネット）

阪神・淡路大震災が発生した1995年1月17日から同年2月17日までは、『列島リレー』コーナーを休止していた。

### 1995年度
- 18:00 - 18:58.55
  - 18:00 - 18:07 全国向けニュース
  - 18:07 - 18:30 列島リレー
  - 18:30 - 18:53 ローカルニュース
  - 18:53 - 18:58 気象情報（18:56まで任意ネット）

### 1996年度
18時台前半が独立し、『イブニングネットワーク』として番組を放送するのは18:30からのローカル枠だけになる。放送枠が大きく3つに分割されたのを除けば、いずれの内容に大きな変更は無し。
- 18:30 - 18:58.55
  - 18:00 - 18:07 『NHKニュース』（全国向けニュース）
  - 18:07 - 18:30 『NHKネットワークニュース』
  - 18:30 - 18:58:55『イブニングネットワーク』（ローカルニュース）
  - 18:53 - 18:55 気象情報（任意ネット）

## 列島リレー
- 1992年度開始。NHKの8拠点局（札幌、仙台、東京、名古屋、大阪、広島、松山、福岡）からリレー形式でニュースを伝える[9][10][11][12]。ラジオ第1の『郷土の話題』がその起源。1996年度の1年間のみ『NHKネットワークニュース』として継続して放送した。

## 歴代の出演者
キャスター
| 期間     | 期間      | メイン   | メイン     |
| -------- | --------- | -------- | ---------- |
| 1988.4.4 | 1989.3.31 | 松平定知 | 森田美由紀 |
| 1989.4.3 | 1990.3.30 | 佐藤充宏 | 森田美由紀 |
| 1990.4.2 | 1993.4.2  | 池上彰   | 村松真貴子 |
| 1993.4.5 | 1994.4.1  | 池上彰   | 有江活子   |
| 1994.4.4 | 1995.8.4  | 徳田章   | 徳田章     |
| 1995.8.7 | 1996.3.29 | 杉浦圭子 | 杉浦圭子   |
| 1996.4.1 | 1997.3.31 | 平石富男 | 櫻木真由美 |

列島リレー担当
| 地域・放送局名       | 出演者                                   |
| 北海道（札幌）       | 鎌田しのぶ・伊勢昭子                     |
| 東北（仙台）         | 渡辺恵美                                 |
| 関東（東京）         | 有江活子・青山佳世・小田久美子・大谷元子 |
| 東海・北陸（名古屋） | 松田奈利子                               |
| 近畿（大阪）         | 金井亜紀・三宅道子                       |
| 中国（広島）         | 国本香織                                 |
| 四国（松山）         | 稲田真澄                                 |
| 九州・沖縄（福岡）   | 櫻木真由美                               |
| -------------------- | ---------------------------------------- |

気象情報担当
- 高田斉
- 中村次郎

## 番組の地域別タイトル
| 放送局名 | 番組名 |
| 札幌     | イブニングネットワーク北海道 |
| 室蘭     | イブニングネットワーク室蘭 |
| 旭川     | イブニングネットワーク旭川 |
| 帯広     | イブニングネットワーク帯広 |
| 釧路     | イブニングネットワーク釧路 |
| 北見     | イブニングネットワーク北見 |
| 函館     | イブニングネットワーク函館 |
| 青森     | 1988年4月4日 - 1994年3月：イブニングネットワークあおもり 1994年4月 - 1997年3月31日：あおもり630                                                      |
| 秋田     | イブニングネットワークあきた - 1997年3月：あきたTODAY                                                                                                |
| 盛岡     | イブニングネットワークいわて |
| 山形     | イブニングネットワークやまがた |
| 仙台     | イブニングネットワークみやぎ |
| 福島     | イブニングネットワーク福島 |
| 首都圏   | イブニングネットワーク首都圏 |
| 新潟     | 1988年4月4日 - 1995年3月31日：イブニングネットワークにいがた 1995年4月3日 - 1997年3月31日：にいがたニュース街道                                      |
| 長野     | イブニングネットワーク信州 |
| 甲府     | 1988年4月4日 - 1996年3月29日：イブニングネットワークやまなし 1996年4月1日 - 1997年3月31日：ニュースセンターやまなし630                               |
| 静岡     | イブニングネットワークしずおか ニュースいちばん静岡                                                                                                  |
| 名古屋   | 1988年4月4日 - 1991年8月2日：イブニングネットワーク東海 1991年8月5日 - 1998年3月31日：ニュースウェーブNHK東海                                        |
| 富山     | イブニングネットワークとやま |
| 金沢     | イブニングネットワーク金沢 - 1997年3月31日：JKニュース1                                                                                              |
| 福井     | イブニングネットワークふくい イブニングネットワーク福井                                                                                              |
| 大阪     | イブニングネットワークきんき |
| 和歌山   | 1991年5月:イブニングネットワークわかやま |
| 鳥取     | 1988年4月4日 - 1996年3月29日：イブニングネットワークとっとり 1996年4月1日 - 1998年3月31日：ニュースネットワークとっとり                              |
| 松江     | イブニングネットワークしまね |
| 岡山     | 1988年4月4日 - 1992年3月：イブニングネットワークおかやま 1992年4月 - 1995年3月：フレッシュおかやま630 1995年4月3日 - 1997年3月31日：おかやまToday630 |
| 広島     | 1988年4月4日 - 1992年3月：イブニングネットワークひろしま 1992年4月 - 1997年3月31日：ニュースポートひろしま                                           |
| 山口     | 1988年4月4日 - :イブニングネットワークやまぐち 1995年3月：ニュース図鑑やまぐち 1995年4月3日 - 1997年3月31日：イブニングネットワークやまぐち          |
| 松山     | 1988年4月4日 - 1996年3月29日：イブニングネットワークえひめ 1996年4月1日 - 1998年3月31日：えひめイブニングニュース                                    |
| 高松     | 1988年4月4日 - 1996年3月29日：イブニングネットワークかがわ 1996年4月1日 - 1998年3月31日：630かがわ                                                   |
| 徳島     | イブニングネットワークとくしま |
| 高知     | 1988年4月4日 - 1995年3月31日：イブニングネットワークこうち 1995年4月3日 -：ニュースタイムこうち                                                      |
| 北九州   | 1988年4月4日 - 1996年3月29日：イブニングネットワーク北九州 1996年4月1日 - ：6時半です!ニュースセンター北九州                                         |
| 福岡     | 1988年4月4日 - 1996年3月29日：イブニングネットワークふくおか 1996年4月1日 -：6時半です!ニュースセンター福岡                                          |
| 佐賀     | イブニングネットワーク佐賀 イブニングネットワーク600さが ニュース630佐賀                                                                             |
| 長崎     | イブニングネットワークながさき |
| 熊本     | イブニングネットワークくまもと |
| 大分     | イブニングネットワークおおいた |
| 宮崎     | 1988年4月4日 - 1996年3月29日：イブニングネットワークみやざき 1996年4月1日 -：6時半です!ニュース宮崎                                                  |
| 鹿児島   | イブニングネットワークかごしま ニュースネット630かごしま                                                                                             |
| 沖縄     | イブニングネットワークおきなわ 1996年4月1日 - 1997年3月31日：630沖縄                                                                                 |
| -------- | --- |

- 名古屋局では、1991年8月から『ニュースウェーブNHK東海』というタイトルに変更している。初代キャスターは石戸谷健一アナウンサー。ただし、土曜だけは『土曜イブネット』だった。なお、1992年度は、18時 - 18時7分の全国ニュースも名古屋局で独自に伝えていた。
- 福井局では、大半の地方局が1997年3月で「イブニングネットワーク」のタイトルを終了したが、同局のみ1年間継続された[16]。
- 広島局では、1992年4月のローカル枠縮小から、『ニュースポートひろしま』にタイトルを変更した。
- 福岡県の場合は、福岡局と北九州局がそれぞれ自主制作しており、1996年度のみ『6時半です!ニュースセンター福岡（北九州）』というタイトルに変更した。夕方の定時ニュースについては、現在に至るまで異なる内容を放送している。ちなみに、福岡局のイブニングネットワークふくおかの初代キャスターは現在フリーとして活動している堀尾正明であった。
- 同番組の地域別タイトルについては、番組放送当時のものであるため、NHKの地域放送局で現在放送中の地域ごとに異なる地域夕方ニュースの火種にもなっていたために、『イブニングネットワーク』を放送期間中に名乗らなくなったNHK地域放送局も続出した。